# Културни геноцид
Културни геноцид или културно чишћење је концепт који је, као компоненту геноцида 1944. године дефинисао правник Рафаел Лемкин. Овај термин је био предложен за употребу у Декларацији Уједињених нација о правима урођеничког становништва из 2007. године, насупрот термина етноцид, али се није појавио у завршној верзији документа. Прецизна дефиниција појма културни геноцид не постоји. Неки етнолози, на пример Роберт Жолин користе термин етноцид за културни геноцид, међутим овај приступ је неретко критикован као мешање појмова етницитета и културе.

## Употреба
Још је 1944. Рафаел Лемкин приметио културну компоненту геноцида, која се од тада назива културним геноцидом. Од тада се термин користи и у јавним обраћањима, као фраза протеста против уништења културне баштине. Због раширене употребе, неретко се, погрешно, користи за било какво уништавање баштине, без обзира да ли је циљ таквог уништења геноцидалне природе.

### Предложена употреба
Састављачи Конвенције о геноциду из 1948. разматрали су употребу термина културни геноцид, али су одустали. Правна дефиниција самог геноцида је неспецифична у погледу прецизног начина на који се геноцид чини, већ искључиво наводи да је то деструкција са намером да се уништи раса, верска, етничка или национална група као таква.
Члан 7 предлога Декларације Уједињених нација о правима урођеника садржао је термин културни геноцид, без дефиниције појма. Комплетан члан гласио је: 
Урођени народи уживају колективно и лично право да не буду жртве етноцида или културног геноцида, укључујући превенцију и заштиту од:
(a) Било какве радње која има за циљ нарушавање њиховог интегритета као независних народа, њихових културних вредности и етничког идентитета;
(b) Било какве радње која има за циљ да им бесправно одузме земљу, територију или ресурсе;
(c) Било каквог облика трансфера популације ( протеривање, егзодус, размена) која за циљ има нарушавање њихових права;
(d) Било каквог облика асимилације или интеграције у друге културе или начине живота наметнуте им законским, административним и дугим мерама;
(e) Било каквог облика пропагандних активности усмерених против њих. 
Овај се текст појавио само у предлогу. Декларација је усвојена од стране Генералне скупштине Организације уједињених нација током 62. заседања у Седишту Организације УН у Њујорку 13. септрембра 2007. Текст усвојене декларације у себи садржи решење ”геноцид, или други чин насиља” у Члану 7 (једино место у документу где се геноцид помиње).

## У пракси
У практичној употреби, термин културни геноцид подразумева уништење културних артефаката попут књига, уметнина и грађевина и забране културних активности које се не слажу са принципима агресора. Уништење културних добара у случају рата је ратни злочин, а поступање у ратним ситуацијама регулише Хашка конвенција из 1954. године.   Мотиви за овакво деловање могу бити верске природе, део етничког чишћења, да би се уништили докази о постојању одређене културе на неком, или покушаји да се историја обрише и поново напише. Елементи културног геноцида свакако се налазе и у колонијализму, над урођеничким или колонизованим народима.
У подручјима које контролише, самопрокламована Исламска Држава (ИД) врши кампању културног чишћења, уништавајући артефакте и историјске локалитете, из наводних верских разлога, пошто сматра културно наслеђе области које контролише идолопоклоничким и противном Исламског вери. Тако су се у периоду 2014-2015 на мети удара нашла многа историјска места, од којих део под заштитом УНЕСКА као светска баштина. Неки од угрожених или разрушених локалитета су цитадела у граду Алепо, музеј у граду Мосул, и многи други. На мети страдања су и шиитске џамије и друге светиње.

## Примери употребе термина
Термин је био коришћен у многим значајним ситуацијама да опише уништење културне баштине:
- Поједини стручњаци користе термин културни геноцид за прогон припадника Бахаи религије у Ирану.[10][11][12]
- Када се описују злочини Сила Осовине, а нарочито Трећег рајха над окупираним територијама у погледу прогона културе.[13]
- 2007 године један канадски члан парламента, критиковао је одговорно министарство земље због уништавања докумената који су се односили на третман према урођеничком становништву и чин одредио као културни геноцид.[14]
- Неки експерти наводе да је уништење средњовековних надгробних споменика Јермена од стране Азербејџана, и порицање постојање таквих споменика на гробљу у Јулфи културни геноцид.[15][16]
- 1989. Роберт Бадинтер, француски кривични адвокат познат по залагању против смртне казне описујући ситуацију на Тибету, у присуству 14. Далај Ламе.[17] Сам Далај Лама искористио је термин касније 1993.[18] и 2008. године.[19]
- Постојећи напори Кинеске Комунистичке Партије да ограниче и умање употребу кантонског језика многи сматрају културним геноцидом.

## Примери антисрпских културоцида
Нацисти су у Другом светском рату бомбардовали у Београду књижницу на Косанчићевом венцу, уништивши тако огромну грађу везану за културну историју српског народа. Том приликом трајно нестају многе старе рукописне и штампане књиге. У НДХ и савременој Хрватској се вршио и врши политички прогон свега што је везано за српски народ, па је у склопу те политике антисрпског застрашивања, ћирилица потискивана на разне начине, а многе српске православне цркве су срушене у време ратова. Комунисти су срушили и у време мира православну цркву Светих Кирила и Методија на Вису и капелу Светог Петра Цетињског на Ловћену. У Црној Гори су колашински комунисти спалили на ломачи књиге и архивску грађу манастира Мораче, која је ту вековима скупљана, а албанска политика на Косову и Метохији има политичке амбиције да српске манастире на том простору јавности интерпретира као културно благо албанског народа. У Мартовском погрому 2004. су од албанских терориста страдале многе српске цркве и манастири, као и у ранијим периодима, у време разних окупација на том простору.